# Lonchaea orbitalis
Lonchaea orbitalis är en tvåvingeart som beskrevs av Macgowan 2005. Lonchaea orbitalis ingår i släktet Lonchaea och familjen stjärtflugor. Inga underarter finns listade i Catalogue of Life.